# Oto Nemsadze
Oto Nemsadze (Georgisch: ოთო ნემსაძე) (Gori, 19 juni 1989) is een Georgisch zanger.

## Biografie
Nemsadze startte zijn muzikale carrière in 2010 door deel te nemen aan de Georgische talentenjacht Geostar, die hij ook won. In 2013 nam hij deel aan de Oekraïense versie van The Voice, waarin hij als tweede eindigde. In 2017 nam hij deel aan de Georgische preselectie voor het Eurovisiesongfestival. Met de groep Limbo eindigde hij als tiende. In 2019 nam hij opnieuw deel aan de Georgische preselectie, ditmaal solo. Hij won, waardoor hij zijn vaderland mocht vertegenwoordigen op het Eurovisiesongfestival 2019 in Tel Aviv. Hij eindigde als veertiende in de eerste halve finale, wat niet genoeg was om door te gaan naar de finale.
2007: Sopho Chalvasji · 
2008: Diana Goertskaja · 
2010: Sopho Nizjaradze · 
2011: Eldrine · 
2012: Anri Dzjochadze · 
2013: Sopho Gelovani & Nodiko Tatisjvili · 
2014: The Shin & Mariko Ebralidze · 
2015: Nina Sublatti · 
2016: Nika Kocharov & Young Georgian Lolitaz · 
2017: Tako Gatsjetsjiladze · 
2018: Ethno-Jazz Band Iriao · 
2019: Oto Nemsadze · 
2021: Tornike Kipiani · 
2022: Circus Mircus · 
2023: Iru Chetsjanovi · 
2024: Noetsa Boezaladze · 
2025: Mariam Sjengelia
- Gemeinsame Normdatei: 119132253X
- International Standard Name Identifier: 0000 0004 7951 3588
- MusicBrainz: 11399350-94b6-4e02-9938-4b6cd9bbf0fc
- Virtual International Authority File: 2907156434630712120009